# Jerry Brown
Jerry Brown, właśc. Edmund Gerald Brown Jr. (ur. 7 kwietnia 1938 w San Francisco) – amerykański polityk, 34. i 39. gubernator stanu Kalifornia (1975–1983, ponownie od 2011 do 2019).

## Życiorys
Syn 32. gubernatora Kalifornii Pata Browna, przeciwnik wojny w Wietnamie, w latach 1971–1974 sekretarz stanu Kalifornia. Po wyborze na gubernatora zrezygnował z wielu przywilejów władzy (rezydencji, limuzyny z kierowcą), dużą wagę przywiązywał do ochrony środowiska. W wyborach w latach 1976 (drugie miejsce za Jimmym Carterem) i 1980 (trzecie za Carterem i Tedem Kennedym) starał się bez powodzenia o nominację Partii Demokratycznej na prezydenta Stanów Zjednoczonych. Kampania z 1980 stała się tematem piosenki California Über Alles zespołu Dead Kennedys, wydanej w tym samym roku na albumie Fresh Fruit for Rotting Vegetables (cover tego utworu pt. Kalifornia ponad wszystko nagrał polski zespół Kazik na Żywo, na swojej płycie Na żywo, ale w studio, 1994).
W prawyborach przed wyborami prezydenckimi w 1992 ponownie starał się o nominację Partii Demokratycznej, popierając podatek liniowy. Uzyskał bardzo duże poparcie, ostatecznie jednak przegrał z późniejszym prezydentem, Billem Clintonem (ponownie drugie miejsce).
W latach 1999–2007 był burmistrzem Oakland. W listopadzie 2006 wygrał wybory na prokuratora generalnego Kalifornii.
Kandydował w wyborach gubernatorskich w Kalifornii, które odbyły się 2 listopada 2010. Wygrał je zdobywając 53,3% głosów i objął ponownie urząd gubernatora po prawie 28 latach przerwy.